# Den falske Sherlock Holmes
Den falske Sherlock Holmes är en tysk komedifilm från 1937 i regi av Karl Hartl. Den producerades av UFA och spelades in i Studio Babelsberg i Berlin. Filmen hade svensk biopremiär på biograferna Sibyllan och Röda lyktan.

## Rollista
- Hans Albers - Morris Flint
- Heinz Rühmann - Macky McPherson
- Marieluise Claudius - Mary Berry
- Hansi Knoteck - Jane Berry
- Hilde Weissner - Madame Ganymare
- Paul Bildt - Lachender Mann
- Erich Dunskus - polischef
- Angelo Ferrari - Fred
- Harry Hardt - Billy
- Hans Junkermann - excellensen
- Ernst Legal - Jean